# Готфрид фон Юлих-Бергхайм
Готфрид фон Юлих-Бергхайм (на немски: Gottfried von Julich, Herr zu Bergheim; † 3 май 1335) е граф на Юлих и господар на Бергхайм.

## Произход
Той е син на граф Герхард V/VI фон Юлих († 1328) и втората му съпруга Елизабет фон Брабант-Арсхот († 1349/1355), дъщеря на граф Готфрид от Арсхот († 1302) и Жана де Фирцон († 1296). Брат е на Валрам († 1349), архиепископ на Кьолн (1332 – 1349), Вилхелм I († 1361), херцог на Юлих (1356), Хайнрих († 1334), пробст в Кьолн.
Той има четири сестри – Мария фон Юлих († сл. 1367), омъжена 1327 г. за Хайнрих фон Вирнебург († 1338), 1340 г. за граф Дитрих VII/IX фон Клеве († 1347), и 1350 г. за Конрад II фон Зафенберг (†сл. 1386), Рихардис фон Юлих († 1353), омъжена 1334 г. за Конрад V ван Дик († 1368/1369), Рихарда фон Юлих († 1360), омъжена 1324 г. за херцог Ото IV от Долна Бавария († 1334), и Елизабет фон Юлих († сл. 1380), омъжена 1330 г. за граф Йохан II фон Сайн († сл. 1360) и 1364 г. за Готфрид V фон Хацфелд († 1371).
Готфрид фон Юлих-Бергхайм умира на 3 май 1335 г. и е погребан в манастирската църква Мюнстерцифел.

## Фамилия
Готфрид фон Юлих-Бергхайм се жени през 1330 г. за Елизабет фон Клеве († 1347), дъщеря на Дитрих Луф III фон Клеве († 1332) и Йоланда († пр. 1323). Те имат децата:
- син (* пр. 3 август 1332)
- Йоланта фон Юлих-Бергхайм (* ок. 1330; † 31 октомври 1387), омъжена пр. 3 ноември 1348 г. за граф Фридрих VIII фон Лайнинген († 1397)[4]

Елизабет фон Клеве се омъжва втори път през 1336 г. за Вилхелм IV фон Хорн-Алтена († 1343).